# Біла та Чорна Тиса
Бі́ла та Чо́рна Ти́са — іхтіологічний заказник місцевого значення в Україні. Розташований у межах Рахівського району Закарпатської області, між селом Кваси і верхів'ями річки Чорна Тиса (на захід від села Чорна Тиса). 
Довжина 39 км. Статус надано згідно з рішенням Закарпатського облвиконкому від 07.03.1990 року, № 55. Перебуває у віданні ДП «Ясінянське ЛМГ» (Свидовецьке, Чорнотисянське і Станіславське лісництва). 
Створений з метою охорони частини акваторії річки Чорна Тиса, як місця нересту цінних видів риб —  харіуса європейського та лосося дунайського. 